# Кувен (Манш)
Кувен (фр. Couvains) насеље је и општина у северној Француској у региону Доња Нормандија, у департману Манш која припада префектури Сен Ло.
По подацима из 2011. године у општини је живело 449 становника, а густина насељености је износила 29,87 становника/km². Општина се простире на површини од 15,03 km². Налази се на средњој надморској висини од 100 метара (максималној 147 m, а минималној 59 m).

## Демографија
| 1962. | 1968. | 1975. | 1982. | 1990. | 1999. | 2011. |
| ----- | ----- | ----- | ----- | ----- | ----- | ----- |
| 486   | 499   | 420   | 432   | 426   | 383   | 449   |

График промене броја становника у току последњих година